# Teddy Charles
Teddy Charles (13. dubna 1928 Chicopee, Massachusetts, USA – 16. dubna 2012 Riverhead, New York, USA) byl americký jazzový vibrafonista, klavírista a hudební skladatel. Studoval na Juilliard School of Music. Spolupracoval například s Miltem Jacksonem, Elvinem Jonesem, Milesem Davisem, Charlesem Mingusem, Benny Goodmanem nebo Artie Shawem.